# Broughton (Ohio)

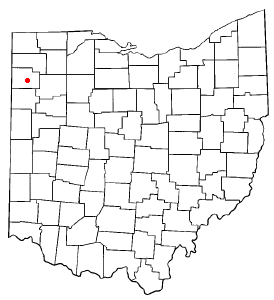
Broughton na planie stanu Ohio

Broughton – wieś w USA, w stanie Ohio, w hrabstwie Paulding.
W roku 2010, 15% mieszkańców było w wieku poniżej 18 lat, 7,5% było w wieku od 18 do 24 lat, 17,4% miało od 25 do 44 lat, 40% miało od 45 do 64 lat, a 20% było w wieku 65 lat lub starszych. We wsi było 50,0% mężczyzn i 50,0% kobiet.
Liczba mieszkańców w 2010 roku wynosiła 166, a w 2012 wynosiła 118.